# Орлови чуки
Орлови чуки (на македонска литературна норма: Орлови Чуки) е археологически обект, малки надгробни могили от Желязната епоха край щипското село Стар Караорман, Северна Македония.

## Местоположение
Орлови чуки е било, което постепенно се издига северно от селото и е част от последните склонове на Плачковица. С положението и височината си доминира над околния терен и има открит изглед към археологическия обект Горно поле-Балабаница, към коритото на Брегалница и към полето на село Таринци.

## Описание
До 1960 година и по-късно по самия ръб на билото се виждат 10 могили, наредени в посока изток-запад, на разстояние 20 – 40 m една от друга, с диаметър в основата от 9 до 18 m и височина между 0,60 и 1,70 m. Днес могилите почти не съществуват, тъй като 6 са напълно проучени, а останалите са повредени от земеделски работи. Разкопките показват, че могилите имат родов характер и в тях са погребвани по няколко покойници, в гробове от каменни плочи или ломен камък, радиално разпределени около централния гроб. Всички те имат гробни дарове от керамични съдове, железни оръжия и накити от бронз и кехлибар.
Находките се пазят в Щипския музей и в Музея на Македония в Скопие.